# Daniel Hennequin
Daniel Hennequin (Lilla, 14 dicembre 1961) è un fisico francese.
È ricercatore presso il Centre national de la recherche scientifique. Nel 2013 ha ricevuto il Prix Jean Perrin della Société française de physique.